# La Nouvelle-Amstel

La Nouvelle-Amstel (en néerlandais : Nieuw-Amstel) est un établissement de colonisation néerlandais fondé en 1651 situé sur la rive ouest du Delaware. Lorsque les Anglais s'en emparent en 1664, la colonie est ainsi rebaptisée New Castle par la suite.

Carte de la Nouvelle-Suède.

## Histoire
Pieter Stuyvesant, le directeur de Nouvelle-Néerlande, s'était décidé en 1651 à réduire la Nouvelle-Suède et l'incorporer à la colonie selon les prétentions territoriales de la Compagnie néerlandaise des Indes occidentales (WIC). Depuis 1638, en effet, les Suédois avaient faiblement colonisé la rive ouest du fleuve Delaware (appelé à l'époque Zuidrivier) à la barbe des Néerlandais qui occupaient pourtant la région depuis 1624, année de la construction d'un faible fortin (Fort Wilhelmus) sur la rive est.
La première manœuvre des Néerlandais fut de démanteler la vieillissante fortification et de s'installer plus en amont du fleuve, là où ils pourraient ainsi contrôler le passage maritime. Stuyvesant nomma le poste Fort Casimir. En 1654, le nouveau (et dernier) gouverneur de la colonie suédoise entreprit de reprendre aux Néerlandais les territoires occupés. Dans la première moitié de 1654, Fort Casimir fut ainsi pris par les Suédois et renommé Fort Trefaldighet (Fort Trinité). Le 21 juin de la même année, les Andastes se réunirent avec les colons et on reconfirma la possession suédoise de la région.
Le 11 septembre 1655, Pieter Stuyvesant revint avec une force militaire de trois cents soldats et obtint la reddition de la colonie suédoise, incluant le foyer principal de colonisation scandinave, Fort Christina. Jean-Paul Jacquet fut nommé l'année suivante Vice-directeur et magistrat en chef de la région du Delaware en Nouvelle-Néerlande et l'administration se fit maintenant à partir de Fort Casimir dont la situation géographique était jugée bien meilleure que Fort Christina (renommé Fort Altena) par les Néerlandais.

### Propriété de la ville d’Amsterdam; les dures années pionnières: 1656-60
Les historiens estiment qu’au milieu des années 1660, la région comptait plus ou moins entre 500 et 600 colons d’origines scandinaves ayant nouvellement prêté serment à la compagnie et aux États généraux néerlandais. Après la conquête de 1655, la chambre amstellodamoise de la WIC (éprouvant déjà de grandes difficultés financières depuis les années 1640) se tourna vers la ville d’Amsterdam pour l’aider à peupler le delta de la Zuidrivier (Delaware). La ville, intéressée et dont l’un des conseillers siégeait aussi à la chambre amstellodamoise de la WIC, entama des négociations avec la compagnie sur l’étendue des droits et prérogatives qui lui seraient confiés. Un accord fut ratifié en 1656. Cet accord, fait remarquer Jaap Jacobs, suivait les dispositions reconnues lors de l’octroi de patentes en 1629 dans l’édification des premiers patroon (seigneuries) en Nouvelle-Néerlande. On peut donc considérer que Fort Casimir, renommé La Nouvelle-Amstel pour l’occasion, était une cité-colonie aux fondements seigneuriaux dont la ville d’Amsterdam était la propriétaire .
La ville d’Amsterdam retint les services de Jacob Alrichs (dont le titre était celui de directeur) pour diriger sa colonie et dès 1656, un premier contingent de 112 colons (dont une partie était probablement composée de fermiers allemands du Duché de Juliers) entama la traversée de l’Atlantique. Ils furent rejoints par trois autres navires qui transportaient vivres, outils, bétail et 55 autres engagés. La ville d’Amsterdam avait donc engagé en 1656 pour 25 000 florins de dépenses dans la mise sur pied de sa seigneurie en Amérique. 
Malgré l’expérience d’Alrichs en Nouvelle-Hollande, les premières années furent ponctuées de difficiles écueils. Dès l’arrivée de la première expédition en vue des territoires néerlandais d’Amérique du Nord, le Prins Maurits s’échoua sur les côtes de l’île de Lange Eyland (Long Island). Si aucun matériel ou vie humaine ne fut perdu, le fastidieux transbordement annonçait des jours sombres pour l’entreprise amstellodamoise.
Un peu à la manière de La Nouvelle-Amsterdam des années 1620, Jacob Alrichs dut rationner les vivres de la colonie dans les premières années . Le premier hiver (1657-58) fut d’ailleurs éprouvant et Alrichs fut obligé de recourir à l’assistance des compatriotes de La Nouvelle-Amsterdam tant les vivres vinrent à manquer. Cet épisode éprouva la confiance de certains colons qui quittèrent La Nouvelle-Amstel. En outre, la colonie dut essuyer une vague épidémique mortelle à l’été 1658 qui faucha la vie d’une centaine de colons. Finalement, en décembre 1659, Jacob Alrichs, premier directeur de la colonie, trépassa. Le lieutenant responsable de la soldatesque dans la colonie, Alexander d'Hiyonossa, fut nommé au poste par les bourgmestres régents d'Amsterdam.

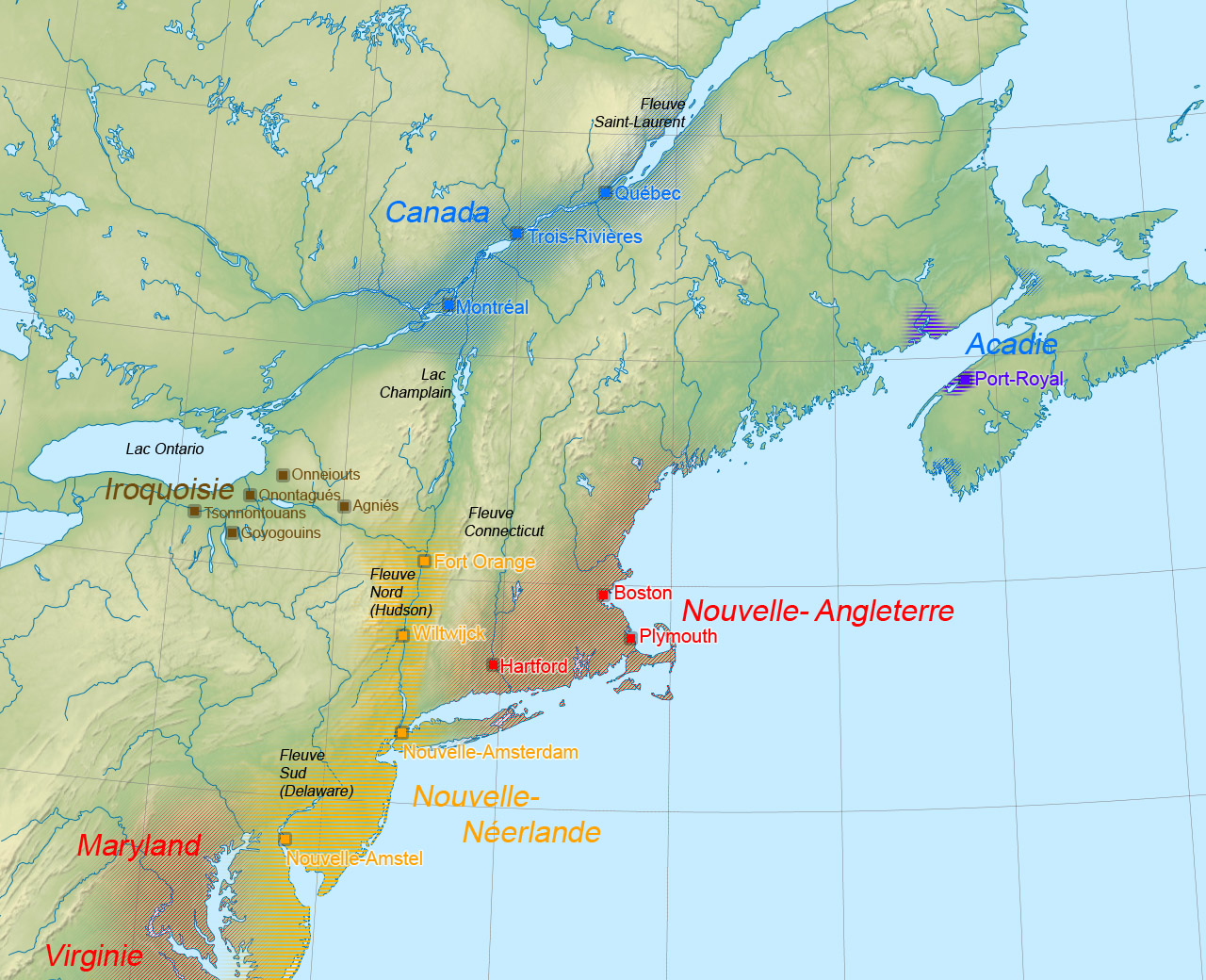
Carte politique du nord-est de l'Amérique du Nord en 1664.

### Les années 1660
Ayant contracté d’importantes dettes et voyant que son aventure coloniale était loin d’être profitable, la ville d’Amsterdam chercha à se départir de ses engagements envers sa colonie en revendant ses titres de propriété à la WIC. La chambre amstellodamoise de la compagnie tenta alors de convaincre les magistrats de la ville de poursuivre l’aventure sur la Zuidrivier. La ville, dépitée, tint absolument à renégocier l’entente de 1656 afin que ses droits souverains sur sa colonie soient renforcés et le territoire compris dans ses titres de propriété soit étendu. En position de faiblesse, et redoutant que le désengagement d’Amsterdam équivaille au dépeuplement de l’axe méridional de Nouvelle-Néerlande, frontière géographique du populeux Maryland anglais, la compagnie des Indes occidentales plia. Alors seulement, Amsterdam se remit à investir massivement dans la consolidation et le peuplement de sa colonie.
L'effort amstellodamois vint à échéance en 1664 lorsque les Britanniques conquirent la Nouvelle-Néerlande sous les ordres du Duc de York. La région du Delaware fut la seule de Nouvelle-Néerlande qui résista par la force à l'envahisseur et dut en payer le prix : certains colons furent embarqués puis vendus en Virginie comme esclaves. Le troisième foyer de colonisation en Nouvelle-Néerlande en termes d'importance après La Nouvelle-Amsterdam et Beverwijck continua de croître vigoureusement dans les années 1670 et fut longtemps avant Philadelphie, une colonie cosmopolite et dynamique sur le Delaware.

## Justice, religion et commerce
Les commissaires de la ville d’Amsterdam s’étaient vu décerner les hautes, moyennes et basses instances juridiques sur leur colonie en 1656. Cependant, contrairement au domaine de Rensselaerswijck, le directeur-général de la colonie, représentant de la compagnie des Indes occidentales, conservait le droit de nommer le schout (schériff) et les échevins de La Nouvelle-Amstel. Lorsque l’accord fut renégocié, Amsterdam rapatria les droits de nomination des agents chargés de l’autorité judiciaire dans sa colonie. Stipulé aussi dans l’entente de constitution de la colonie de 1656, le code civil et pénal utilisé dans la colonie se devait être celui en vigueur en Hollande et à cet effet, un codex contenant lois et précédents judiciaires fut expédié à Jacob Alrichs. D’autre part, la ville d’Amsterdam se réserva aussi le droit de nommer le ministre de l’Église néerlandaise réformée en poste dans sa colonie. Cependant, nous ne connaissons qu’un seul ministre à s’être rendu sur place : Everardus Wallus. Celui-ci officia seulement de 1657 à 1659.
Afin de réguler le commerce et s’assurer que la tarification douanière serait respectée, La Nouvelle-Amsterdam avait été désignée comme port d’attache, seule plaque tournante du commerce de Nouvelle-Néerlande. Les navires devaient donc s’y rendre pour commercer et aucun négoce direct avec l’Europe n’était permis depuis les autres villes et villages de la colonie. Cependant, la ville d’Amsterdam obtint aussi la révocation de cet article et les navires en partance d’Europe et des Antilles purent dès 1663 se rendre directement à La Nouvelle-Amstel pour marchander. Parallèlement, le monopole commercial que détenait la municipalité hollandaise sur sa colonie déplut fortement aux marchands de La Nouvelle-Amsterdam et de Beverwijck. Au début de 1664, le conseil municipal de La Nouvelle-Amsterdam imposa l’obligation aux commerçants de La Nouvelle-Amstel d’acquérir un permis de négoce avant de se livrer au marchandage dans la capitale coloniale.

## Croissance démographique et agriculture
Les attentes des autorités amstellodamoises étaient constamment frustrées par les résultats qu’ils tirèrent de la production agricole de La Nouvelle-Amstel puisque celles-ci étaient éminemment irréalistes. Amsterdam avait cru dès 1656 pouvoir se servir de son établissement pour suppléer en partie ses besoins en bois et en céréales et ainsi diminuer sa dépendance envers la Baltique. Même si la région allait se montrer plus tard comme la mieux adaptée sur la côte-est nord-américaine pour la culture céréalière et maraîchère, il fallait compter sur une période de démarrage et de mise en friche plus étendue que sur laquelle les administrateurs amstellodamois misaient. 
Toujours est-il que jusqu’en 1664, La Nouvelle-Amstel connut une croissance démographique importante et Jacob Alrichs disait déjà compter sur 500 colons en 1658. Lors de la conquête de 1664, les historiens estiment la population du delta du Delaware à plus ou moins 1000 colons, la majorité d'origines scandinaves sinon néerlandaise, mais aussi des Anglais et des Français. Qui plus est, le directeur de la colonie prévoyait aussi que 10 000 boisseaux néerlandais de blé pourraient être tirés de terre durant les deux années à venir (1659-60). Finalement, la région avait aussi démarré la culture du tabac, culture commerciale par excellence durant la première moitié du XVIIe siècle. La région participa donc fortement à la réorientation de l’économie de la Nouvelle-Néerlande des pelleteries vers l’agriculture même si la colonie ne fut jamais le grenier des Provinces-Unies comme on l’avait espéré en Hollande.

### Les orphelins d’Amsterdam
La ville d’Amsterdam tenta durant les années 1650-60 de faire une pierre, deux coups : diminuer les dépenses engendrées par l’assistance aux orphelinats municipaux et aider au peuplement de la Nouvelle-Néerlande. À cet effet, en 1658 un nombre indéterminé d’orphelins furent accueillis à La Nouvelle-Amstel et placés comme engagés avec des maîtres de métiers afin qu’ils puissent acquérir les rouages d’une profession. Il semble que l’expérience fut concluante puisque le directeur recommanda dans l’accusé de réception de poursuivre les envois d’orphelins «tant que ceux-ci soient plus âgés que 15 ans» .
Entre 1650 et 1670, le nombre estimé d'orphelins devait s'établir à environ 15 000, dont environ 30 % n'atteignaient pas l'âge de 20 ans (tuberculose, grippe et autres maladies, dont choléra). 